# Сомервіль (Массачусетс)
Сомервіль (англ. Somerville) — місто (англ. city) в США, в окрузі Міддлсекс штату Массачусетс. Населення — 81 045 осіб (2020).

## Географія
Місто Сомервіль розташоване на висоті 4 метри над рівнем моря.
Сомервіль розташований за координатами 42°23′26″ пн. ш. 71°6′5″ зх. д. / 42.39056° пн. ш. 71.10139° зх. д. (42.390566, -71.101324). За даними Бюро перепису населення США в 2010 році місто мало площу 10,93 км², з яких 10,66 км² — суходіл та 0,27 км² — водойми.

## Демографія
Згідно з переписом 2010 року, у місті мешкали 75 754 особи в 32 105 домогосподарствах у складі 13 404 родин. Густота населення становила 6931 особа/км². Було 33720 помешкань (3085/км²).
Расовий склад населення:
| - 73,9 % — білих - 8,7 % — азіатів - 6,8 % — чорних або афроамериканців - 0,3 % — корінних американців - 6,7 % — осіб інших рас |

До двох чи більше рас належало 3,6 %. Частка іспаномовних становила 10,6 % від усіх жителів.
За віковим діапазоном населення розподілялося таким чином: 12,1 % — особи молодші 18 років, 78,8 % — особи у віці 18—64 років, 9,1 % — особи у віці 65 років та старші. Медіана віку мешканця становила 31,4 року. На 100 осіб жіночої статі у місті припадало 96,3 чоловіків; на 100 жінок у віці від 18 років та старших — 94,9 чоловіків також старших 18 років.
Середній дохід на одне домашнє господарство становив 88 778 доларів США (медіана — 73 106), а середній дохід на одну сім'ю — 96 241 долар (медіана — 79 263). Медіана доходів становила 57 270 доларів для чоловіків та 49 922 долари для жінок. За межею бідності перебувало 14,7 % осіб, у тому числі 22,7 % дітей у віці до 18 років та 14,2 % осіб у віці 65 років та старших.
Цивільне працевлаштоване населення становило 49 538 осіб. Основні галузі зайнятості: освіта, охорона здоров'я та соціальна допомога — 32,5 %, науковці, спеціалісти, менеджери — 19,5 %, мистецтво, розваги та відпочинок — 10,6 %, роздрібна торгівля — 6,6 %.

## Персоналії
- Барбара Вікс (1913—2003) — американська кіноакторка.